# Goodyera luzonensis
Goodyera luzonensis är en orkidéart som beskrevs av Oakes Ames. Goodyera luzonensis ingår i släktet knärötter, och familjen orkidéer. Inga underarter finns listade i Catalogue of Life.